# Округ Онслоу (Северна Каролина)
Онслоу (енгл. Onslow County) је округ у америчкој савезној држави Северна Каролина.

## Демографија
По попису из 2010. године број становника је 177.772, што је 27.417 (18,2%) становника више него 2000. године.
| Група             | 2000.           | 2010.           |
| Белци             | 104.600 (69,6%) | 122.558 (68,9%) |
| Афроамериканци    | 27.790 (18,5%)  | 27.672 (15,6%)  |
| Азијати           | 2.526 (1,7%)    | 3.355 (1,9%)    |
| Хиспаноамериканци | 10.896 (7,2%)   | 17.896 (10,1%)  |
| Укупно            | 150.355         | 177.772         |